# Emma Lehmer
Emma Lehmer (geboren als Emma Markowna Trotskaja, russisch Эмма Марковна Троцкая) (* 6. November 1906 in Samara; † 7. Mai 2007 in Berkeley) war eine US-amerikanische Mathematikerin, die sich mit Zahlentheorie beschäftigte.

## Leben
Emma  geb. Trotskaja wuchs ab 1910 in Harbin auf, wo der Vater als Repräsentant einer russischen Zuckerfabrik arbeitete. Bis zum Alter von 14 Jahren wurde sie zu Hause unterrichtet. Für ihre höhere Ausbildung ging sie in die USA, da eine Ausbildung in den russischen Zentren aufgrund der Revolutionswirren schwierig war, und begann 1924 ein Ingenieursstudium an der University of California, Berkeley, wechselte aber schnell zur Mathematik, die sie unter anderem bei Derrick Norman Lehmer studierte. Dort traf sie auch Derrick Henry Lehmer, den Sohn ihres Professors und ebenso wie dieser Zahlentheoretiker. Beide erstellten in mühseliger Rechenarbeit für Derrick N. Lehmer zahlentheoretische Tabellen. Nach ihrem Bachelor-Abschluss 1928 („summa cum laude“) heiratete sie Derrick Lehmer im selben Jahr.  Beide gingen an die Brown University, wo sie 1930 ihren Master-Abschluss (mit der Arbeit A numerical function applied to cyclotomy, Bulletin American Mathematical Society, Band 36,  1930, S. 291) und Derrick Lehmer seinen Doktor machte. Emma Lehmer selbst promovierte nicht, arbeitete aber eng mit ihrem Mann auf zahlentheoretischem Gebiet zusammen. Zur damaligen Zeit untersagten Verwandtschafts-Regeln an vielen US-Universitäten, dass bei Ehepaaren beide Professoren waren. Nur im Zweiten Weltkrieg unterrichtete sie an der Universität Berkeley, wohin Derrick H. Lehmer 1940 ging und bis zu seiner Emeritierung blieb. Zuvor waren sie in der Zeit der Depression der 1930er Jahre am Caltech, der Stanford University, dem Institute for Advanced Study und der Lehigh University und 1938/39 in England in Cambridge und der Universität Manchester. Im Zweiten Weltkrieg konnten Emma und Derrick Lehmer auch zeitweise den ENIAC-Computer am Aberdeen Proving Ground für zahlentheoretische Rechnungen nutzen, wenn sie nicht an Militär-Programmen arbeiteten.
Von ihren 60 Publikationen sind 21 Gemeinschaftsarbeiten mit ihrem Mann. Insbesondere befasste sie sich später mit Reziprozitätsgesetzen, über die sie auch mit Helmut Hasse korrespondierte.
Lehmer übersetzte die Topological Groups von Lew Pontrjagin ins Englische (veröffentlicht 1939 bei Princeton University Press).
Emma Lehmer hatte mit ihrem Mann einen Sohn Donald (* 1934) und eine Tochter Laura (* 1932).